# دوست عزیز هیتلر
دوست عزیز هیتلر (به انگلیسی: Dear Friend Hitler) فیلمی هندی محصول سال ۲۰۱۱ و به کارگردانی راکش رانجان کومار است. در این فیلم بازیگرانی همچون راغوبیر یاداو، نیها دوپیا، نالین سینگ، نیکیتا آناند و امان ورما ایفای نقش کرده‌اند.